# Makono (Mali)
Makano ou Makono est une localité et une commune rurale du Mali, chef-lieu d'arrondissement dans le cercle de Sirakoro et la région de Kita.

## Villages
La commune s'étend sur 15 localités relevées lors du recensement général de 2009. 
Les villages les plus peuplés sont :
- Bendougoukoura (1 457 habitants) ;
- Goro (1 393 habitants) ;
- Makano (1 337 habitants).